# Anastrepha tubifera
Anastrepha tubifera
 es una especie de insecto díptero que Walker describió científicamente por primera vez en el año 1858.
Esta especie pertenece al género Anastrepha de la familia Tephritidae.